# Palcos novos palavras novas
Palcos novos palavras novas (PANOS) é um festival que anualmente junta o teatro escolar com novos textos dramáticos. Originalmente criado em 2006 pela Culturgest, inspirado no similar Connections do National Theater of London. É atualmente gerido pelo Teatro Nacional D. Maria II, "onde se lê, faz e apresenta teatro de e para jovens"

## Funcionamento
A cada edição, a organização encomenda três a quatro textos dramáticos, após os textos estarem escritos, cada grupo participante escolhe um dos textos para representar, e durante um workshop de dois dias, têm a oportunidade de dialogar com o autor e analisar o texto. Posteriormente, ensaiam e apresentam o espetáculo perante os júris, no auditório da sua cidade. Seis espetáculos são então escolhidos para apresentar no Festival PANOS, que decorre durante três dias.

## Edições
Entre 2006 e 2018, existiram 10 edições do Festival PANOS. As edições, a partir de 2018, continuam anualmente.

## Peças
Adicionalmente, a cada ano é publicado um livro com as peças escritas.
| Ano  | Texto 1                                        | Texto 2                                                     | Texto 3                                                                                              | Texto 4                           | Editora    |
| ---- | ---------------------------------------------- | ----------------------------------------------------------- | --- | --------------------------------- | ---------- |
| 2006 | CIDADANIA Mark Ravenhill                       | O SEGREDO DE CHANTEL Hélia Correia                          | OCTÁVIO NO MUNDO Jacinto Lucas Pires                                                                 | N/A                               | Cotovia    |
| 2007 | AUTO DO BRANCO DE NEVE Armando Silva Carvalho  | COPO MEIO VAZIO Alexandre Andrade                           | JUSTAMENTE Ali Smith                                                                                 | N/A                               | CULTURGEST |
| 2008 | ÁCIDO DESOXIRRIBONUCLEICO Dennis Kelly         | ESCUDOS HUMANOS Patrícia Portela                            | FIM DE LINHA Letizia Russo                                                                           | A VIDA EM VÉNUS Luísa Costa Gomes | CULTURGEST |
| 2009 | CORO DOS MAUS ALUNOS Tiago Rodrigues           | NÓS NUMA CORDA Miguel Castro Caldas                         | REFUGA Abi Morgan                                                                                    | N/A                               | CULTURGEST |
| 2010 | APANHA-BOLAS Rui Cardoso Martins               | BELAVISTA Lisa McGee                                        | CENOFOBIA André E. Teodósio (Teatro Praga)                                                           | N/A                               | CULTURGEST |
| 2011 | DENTRO DE MIM FORA DAQUI Filipe Homem Fonseca  | DESLIGAR E VOLTAR A LIGAR Margarida Vale de Gato, Rui Costa | FILHOS DE ASSASSINOS Katori Hall                                                                     | N/A                               | CULTURGEST |
| 2012 | OS AVÔS Rory Mullarkey                         | LICEU HÖLDERLIN Pedro Mexia                                 | SEPTETO FATAL Alex Cassal                                                                            | N/A                               | CULTURGEST |
| 2013 | ÀS ESCURAS Davey Anderson                      | ESTER Rui Catalão                                           | OS SUICIDAS Lola Arias                                                                               | N/A                               | CULTURGEST |
| 2014 | OS ANJOS TOSSEM ASSIM Sandro William Junqueira | ELES SÃO MESMO ASSIM? Lucinda Coxon                         | O HOTEL Gonçalo M. Tavares                                                                           | N/A                               | CULTURGEST |
| 2015 | DIÁLOGOS Miguel Castro Caldas                  | PONTO DA SITUAÇÃO Tim Etchells                              | SÓ HÁ UMA VIDA E NELA QUERO TEMPO PARA CONSTRUIR-ME E DESTRUIR-ME E DESTRUIR-ME Pabblo Fidalgo Lareo | N/A                               | CULTURGEST |
| 2016 | N/A                                            | N/A                                                         | N/A                                                                                                  | N/A                               | N/A        |
| 2017 | AOS POUCOS Tina Satter                         | ATALHOS Joana Craveiro                                      | ODE INACABADA Cláudia R. Sampaio                                                                     |                                   | CULTURGEST |
| 2018 | N/A                                            | N/A                                                         | N/A                                                                                                  | N/A                               | N/A        |
| 2019 | OS ANCIÃOS Deborah Pearson                     | DICIONÁRIO José Maria Vieira Mendes                         | LOBO À PORTA Isabela Figueiredo.                                                                     | N/A                               | TNDM II    |
| 2020 | O SENTIDO DA VIDA Dulce Maria Cardoso          | O DRAGÃO ENTRE O CÉU E A TERRA Gonçalo Waddington           | LAGO Pascal Rambert                                                                                  | N/A                               | TNDM II    |
| 2021 | AS CIGARAS SEPTENDECIM E TREDECIM Afonso Cruz  | RIO SOMBRIO Joanna Murray-Smith                             | FÁBRICA DE MATAR BALEIA Keli Freitas.                                                                | N/A                               | TNDM II    |
| 2022 | O ENSAIO André Tecedeiro                       | IRENE Djaimilia Pereira de Almeida                          | DUAS PESSOAS E UMA ILHA SOZINHA Ondjaki                                                              | N/A                               | TNDM II    |
|      |                                                |                                                             | |                                   |            |